# Leucobryum albidum
Leucobryum albidum là một loài Rêu trong họ Dicranaceae. Loài này được (Brid. ex P. Beauv.) Lindb. mô tả khoa học đầu tiên năm 1863.